# Gryllotalpa marismortui
Gryllotalpa marismortui är en insektsart som beskrevs av Broza, Blondheim och Eviatar Nevo 1998. Gryllotalpa marismortui ingår i släktet Gryllotalpa och familjen mullvadssyrsor. Inga underarter finns listade i Catalogue of Life.